# Pic Santiago
Le pic Santiago est une montagne du Sud de la Californie qui s'élève à 1 733 m d'altitude. Il est le point culminant des monts Santa Ana.